# Hypena scotina
Hypena scotina là một loài bướm đêm trong họ Erebidae.